# Deutsche Badmintonmeisterschaft 1990
Die Deutsche Badmintonmeisterschaft 1990 fand vom 2. bis zum 4. Februar 1990 in Oberhausen statt.

## Medaillengewinner
| Disziplin    | Gold                                                                          | Silber                                                             | Bronze                                                                             |
| ------------ | ----------------------------------------------------------------------------- | ------------------------------------------------------------------ | ---------------------------------------------------------------------------------- |
| Herreneinzel | Volker Renzelmann (TTC Brauweiler 1948)                                       | Markus Keck (SV Fortuna Regensburg)                                | Hans-Georg Fischedick (Bottroper BG)                                               |
| Herreneinzel | Volker Renzelmann (TTC Brauweiler 1948)                                       | Markus Keck (SV Fortuna Regensburg)                                | Henner Sudfeld (1. BV Mülheim)                                                     |
| Dameneinzel  | Katrin Schmidt (TuS Wiebelskirchen)                                           | Kerstin Ubben (FC Langenfeld)                                      | Anne-Katrin Seid (SV Fortuna Regensburg)                                           |
| Dameneinzel  | Katrin Schmidt (TuS Wiebelskirchen)                                           | Kerstin Ubben (FC Langenfeld)                                      | Christine Skropke (FC Bayer 05 Uerdingen)                                          |
| Herrendoppel | Markus Keck / Stephan Kuhl (SV Fortuna Regensburg FC Langenfeld)              | Stefan Frey (FC Langenfeld) Robert Neumann (TV Mainz-Zahlbach)     | Kai Mitteldorf (FC Bayer 05 Uerdingen) Michael Keck (SV Fortuna Regensburg)        |
| Herrendoppel | Markus Keck / Stephan Kuhl (SV Fortuna Regensburg FC Langenfeld)              | Stefan Frey (FC Langenfeld) Robert Neumann (TV Mainz-Zahlbach)     | Harald Klauer (SSV Heiligenwald) Volker Renzelmann (TTC Brauweiler 1948)           |
| Damendoppel  | Kerstin Ubben (FC Langenfeld) Nicole Baldewein (OSC Düsseldorf)               | Andrea Krucinski (1. BV Mülheim) Cathrin Hoppe (TV Mainz-Zahlbach) | Tanja Münch (TTC Brauweiler 1948) Martina Stropnik (Bottroper BG)                  |
| Damendoppel  | Kerstin Ubben (FC Langenfeld) Nicole Baldewein (OSC Düsseldorf)               | Andrea Krucinski (1. BV Mülheim) Cathrin Hoppe (TV Mainz-Zahlbach) | Andrea Findhammer (1. BV Mülheim) Anne-Katrin Seid (SV Fortuna Regensburg)         |
| Mixed        | Michael Keck (SV Fortuna Regensburg) Anne-Katrin Seid (SV Fortuna Regensburg) | Stefan Frey (TV Mainz-Zahlbach) Cathrin Hoppe (TV Mainz-Zahlbach)  | Günter Entzel (TG Hanau) Gerdi Bohländer (TG Hanau)                                |
| Mixed        | Michael Keck (SV Fortuna Regensburg) Anne-Katrin Seid (SV Fortuna Regensburg) | Stefan Frey (TV Mainz-Zahlbach) Cathrin Hoppe (TV Mainz-Zahlbach)  | Bernd Schwitzgebel (TuS Wiebelskirchen) Kerstin Weinbörner (FC Bayer 05 Uerdingen) |